# Ordynans

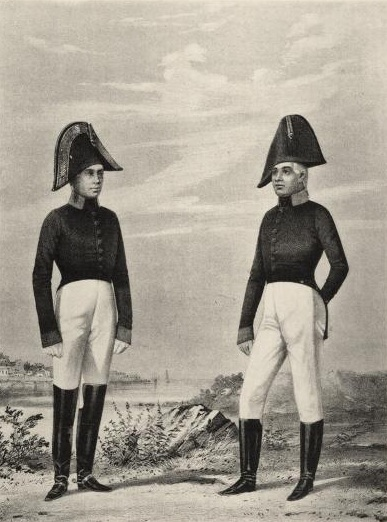
Ordynans (1802–1812)

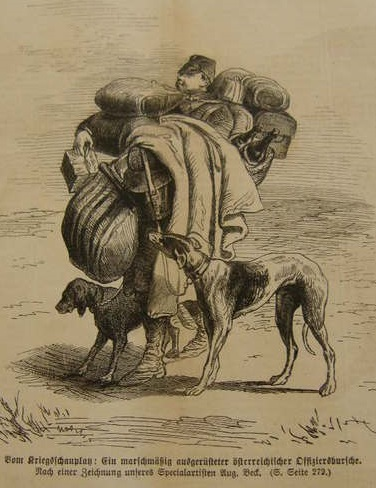
Karykatura ordynansa

Ordynans – żołnierz, zazwyczaj szeregowy lub podoficer, pozostający w dyspozycji oficera, do wszelkiego rodzaju posług pomocniczych (na przykład utrzymanie w czystości munduru i butów, przenoszenie przedmiotów, sprzątanie kwatery i tym podobne).
W armii rosyjskiej nazywano tych żołnierzy „dieńszczykami”, w cesarskim wojsku austriackim „foryś”, a w tworzącym się Wojsku Polskim pocztowymi (łącznikami).
Od 1921 roku przyjęła się francuska nazwa ordonance, czyli ordynans. W żargonie żołnierskim byli nazywani fajfusami lub chałujami (na kresach). W kawalerii i artylerii konnej funkcję tę pełnili luzacy. Zgodnie z rozkazem Ministra Spraw Wojskowych nr 9 z 1921 roku na ordynansów wybierano żołnierzy o ograniczonej zdolności zdrowotnej do służby wojskowej. Ordynansami zostawali przeważnie żołnierze z mniejszości narodowych, o niskim cenzusie wykształcenia, ale z dużym zasobem tak zwanej zaradności życiowej.
Szeregowcy ci pełnili posługi osobiste u oficerów i ich rodzin. Występowali w umundurowaniu, więc nie wypadało im niańczyć dzieci w miejscach publicznych, wozić je w wózkach oraz nosić „zakupy” za żonami kadry, myć garnków, prać bielizny i tym podobnych. Służba ordynansa polegała na utrzymaniu w czystości ciała, ubrania i mieszkania oficera, budzeniu go, żywieniu oraz kładzeniu spać. W razie potrzeby był posłańcem, powiernikiem i kucharzem. Ordynans kapelana był także ministrantem.
Dawniej określenie ordynans oznaczało również rozkaz, polecenie wydane podwładnym w wojsku lub urzędzie, stąd pojęcie „oficer ordynansowy”, czyli przekazujący rozkazy dowódcy.